# Huajáles
Huajáles är en ort i Mexiko.   Den ligger i kommunen Pinal de Amoles och delstaten Querétaro Arteaga, i den centrala delen av landet, 200 km norr om huvudstaden Mexico City. Huajáles ligger 1 088 meter över havet och antalet invånare är 209.
Terrängen runt Huajáles är kuperad österut, men västerut är den bergig. Runt Huajáles är det ganska glesbefolkat, med 23 invånare per kvadratkilometer. Närmaste större samhälle är Jalpan, 5,7 km öster om Huajáles. I omgivningarna runt Huajáles växer huvudsakligen savannskog.